# Sabará
Sabará − miasto w Brazylii położone w stanie Minas Gerais.
Obszar miasta leżący na wysokości 705 metrów n.p.m. liczący 303,564 km² zamieszkiwało w 2006 roku 137 877 ludzi.
W mieście rozwinął się przemysł metalurgiczny.